# Ludvig Zinck (arkeolog)
Ludvig Henrik Olaus Zinck, född den 12 april 1833 i Köpenhamn, död där den 26 augusti 1902, var en dansk fornforskare. Han var bror till Otto Christian Zinck.
Zinck blev student 1852 och teologie kandidat 1859, men övergick därefter till undervisningen som lärare i engelska. I arbetet Congreve, Vanbrugh og Sheridan (1869) skildrade han engelska förhållanden på 1600- och 1700-talen. Han utgav även den geografiska månadsskriften Fra alle Lande (1870–1883). Dessutom gjorde han grundliga undersökningar av forngravar och visade stor självständighet i analyserna i avhandlingarna Broncefolkets Gravhøje (1871) och Stenalderstudier (1890–1901).